# 10-й механизированный корпус (2-го формирования)
10-й механизированный корпус — формирование 1944 года бронетанковых и механизированных войск Рабоче-крестьянской Красной армии.
Сокращённое наименование — 10 мехк.

## Полное наименование
10-й механизированный Краснознамённый корпус

## История
Корпус сформирован в декабре 1944 года. В Великой Отечественной войне участия не принимал. Имел сокращённый штат без одной механизированной бригады, ремонтного батальона и автомобильной роты.
В составе действующей армии с 9 августа по 3 сентября 1945 года.
Принимал участие в Харбино-Гиринской фронтовой наступательной операции (09.08.1945 — 02.09.1945) в ходе Советско-японской войны.
После войны корпус переформирован в январе 1946 года в 10-ю механизированную дивизию (в/ч 71516), которая находилась в составе 25-й армии Приморского военного округа. До 1948 года размещалась в Корее вместе с другими частями 25-й армии. Затем её вывели в СССР, передали в состав 5-й армии, управление разместили в посёлке Сибирцево Приморского края.
В 1957 переформирована в 84-ю мотострелковую дивизию с дислокацией в г. Сучан Приморского края. 1 июля 1958 года дивизия расформирована.

## Состав
На 5 августа 1945 (1-й Дальневосточный фронт) — 154 танка и 55 БТР переделанных из Т-26, в том числе: 88 Т-34, 53 Т-26, 13 БТ-7..
- Управление корпуса;
- 42-я механизированная бригада — 35 танков, в том числе: 22 Т-34, 13 Т-26;
  - 67-й танковый полк;
- 72-я механизированная Краснознамённая бригада — 35 танков, в том числе: 22 Т-34, 13 БТ-7;
  - 264-й танковый полк;
- 204-я танковая бригада — 84 танка, в том числе: 44 Т-34, 40 Т-26;
- 1207-й самоходно-артиллерийский полк;
- 1253-й самоходно-артиллерийский полк;
- 1419-й самоходно-артиллерийский полк;
- 621-й миномётный полк;
- 1634-й истребительно-противотанковый артиллерийский полк;
- 970-й зенитно-артиллерийский полк;
- 55-й мотоциклетный батальон;
- 2-й гвардейский миномётный дивизион.

Корпусные части:
- 1023-й отдельный батальон связи;
- 97-я отдельный мотоштурмовой инженерно-сапёрный батальон;
- 448-я отдельная рота химической защиты;
- 616-я отдельная автотранспортная рота подвоза ГСМ;
- Авиационное звено связи;
- 224-й полевой автохлебозавод;
- 3156-я военно-почтовая станция.[1]

## Командование
Командиры корпуса
- 01.12.1944 — 01.06.1945 — Зябрев, Павел Сергеевич, ген.-майор т/в
- 05.07.1945 — 00.01.1946 — Васильев, Иван Дмитриевич, ген.-лейтенант т/в[1]

Заместители командира корпуса
Командиры 10 мд и 84 мсд
- 00.01.1946 — 00.06.1946 — Васильев, Иван Дмитриевич, генерал-лейтенант танковых войск
- 00.06.1946 — 00.09.1946 — Онуприенко, Дмитрий Платонович, генерал-лейтенант
- 19.05.1948 — 07.10.1953 — Лященко, Николай Григорьевич, генерал-майор, с 3.08.1953 генерал-лейтенант
- 07.10.1953 — 07.12.1955 — Лихачёв, Борис Сергеевич, полковник, с 8.08.1953 генерал-майор
- с 07.12.1955 — Козлов, Анатолий Васильевич, полковник, с 18.02.1958 генерал-майор

Заместители командира
- ноябрь 1946 — сентябрь 1947 — Сериков, Михаил Георгиевич генерал-майор т/в.

## Награды
- Орден Красного Знамени — присвоен Указом Президиума Верховного Совета СССР от 19 сентября 1945 года за образцовое выполнение заданий командования в боях против японских войск на Дальнем Востоке при форсировании р. Уссури, прорыве Хутоуского, Мишаньского, Пограничненского и Дуннинского укреплённых районов, овладении городами Мишань, Гирин, Яньцзи, Харбин и проявленные при этом доблесть и мужество.